# フランシス・ベリー
フランシス・マーティン・ベリー（Francis Martin Berry、1981年1月2日 - ）は、アイルランドの元騎手。
日本での騎乗当初は「フラン・ベリー」と報道されていた場合もあったが、その後は現在の「フランシス・ベリー」に統一されている。

## 来歴
1996年、アイルランド騎手免許を取得。
2008年、85勝を挙げ、アイルランドリーディング2位となる。
2009年11月、アーガー・ハーン4世、ジョン・オックス厩舎の主戦騎手となる。同年は73勝を挙げ、リーディング3位。
2010年8月7日、シャーガーカップにアイルランド代表の一員として出場。最多ポイントを獲得しチームを優勝へと導いた。9月11日、パスフォーク（Pathfork）でヴィンセント・オブライエンナショナルステークスを勝ち、G1初制覇。11月、アーガー・ハーン4世、ジョン・オックス厩舎との主戦騎手契約が解除される。両者は新たにジョニー・ムルタと契約を結んだ。同年は88勝を挙げ、リーディング2位。
またこの年、12月18日から12月31日までの期間で、初めて日本中央競馬会（JRA）の短期騎手免許を取得。日本での重賞初騎乗となった12月19日の朝日杯フューチュリティステークスでは、4番人気のリアルインパクトに騎乗し、2着に入った。12月25日、中山競馬第8競走をサイオンで勝ち、日本での初勝利を挙げた。
2011年、1月5日から2月4日までの期間でJRAの短期騎手免許を取得し、前年末から引き続き日本で騎乗した。その後、2月5日から3月4日までの期間、10月29日から11月27日までの期間で再度短期騎手免許を取得。しかし11月20日の東京競馬第12競走で、馬場入場後に騎乗馬から振り落とされ負傷。右足関節脱臼骨折と診断された。アイルランドでは50勝を挙げ、リーディング4位だった。
2012年、アイルランドで41勝を挙げ、リーディング8位となる。
2013年、1月5日から2月25日までの期間で、JRAの短期騎手免許を取得。1月20日、アメリカジョッキークラブカップをダノンバラードで勝ち、日本の重賞を初制覇。しかしこの際、最後の直線コースで内側に斜行し、トランスワープとゲシュタルトの進路を妨害したことについて、1月26日から2月10日まで実効6日間の騎乗停止処分を受けた。翌1月21日には、京成杯をフェイムゲームで勝ち、2日連続の重賞制覇を果たした。アイルランドでは42勝を挙げ、リーディング7位だった。
2014年、1月5日から2月23日までの期間で、JRAの短期騎手免許を取得した。
2016年シーズンよりイギリスのラルフ・ベケット調教師の管理馬に騎乗する。これに伴い、アイルランドからイギリス・ハンプシャー州に移住する。
2019年1月、落馬事故により脊椎を損傷。その後リハビリを続けていたが復帰はかなわず、2019年4月1日に騎手生活の引退を発表した。

## 主な騎乗馬
- パスフォーク / Pathfork（2010年ヴィンセント・オブライエンナショナルステークス）
- オーシャンブルー（2014年中山金杯）
- ダークシャドウ（2011年天皇賞（秋）2着）
- ダノンバラード（2013年アメリカジョッキークラブカップ）
- フェイムゲーム（2013年京成杯）
- リアルインパクト（2010年朝日杯フューチュリティステークス2着）
- ゴールスキー（2014年根岸ステークス）
- ラブリーデイ（2015年中山金杯）
- サンダリングブルー（2018年ヨークステークス）